# Aetheibidion hirtellum
Aetheibidion hirtellum är en skalbaggsart som först beskrevs av Pierre Émile Gounelle 1913.  Aetheibidion hirtellum ingår i släktet Aetheibidion och familjen långhorningar.
Artens utbredningsområde är Paraguay. Inga underarter finns listade i Catalogue of Life.